# بيغ غوت بانانا كريكيت
بيغ غوت بانانا كريكيت (بالإنجليزية:Pig Goat Banana Cricket) هو مسلسل رسوم متحركة أمريكي من إنتاج استوديوهات نكلوديون للرسوم المتحركة وعرض على نكلوديون في شهر يوليو 2015 ومن بعدها عرض على نكلوديون كندا وفي 2016 على باقي قنوات نكلوديون العالمية عرضت الحلقة التجريبية خلال عام 2012 من إخراج نيك كروس.

## وصلات خارجية
- بيغ غوت بانانا كريكيت على موقع IMDb (الإنجليزية)
- بيغ غوت بانانا كريكيت على موقع روتن توميتوز (الإنجليزية)
- بيغ غوت بانانا كريكيت على موقع كينوبويسك (الروسية)
- بيغ غوت بانانا كريكيت على موقع قاعدة بيانات الفيلم (الإنجليزية)